# Podocerus jareckii
Podocerus jareckii is een vlokreeftensoort uit de familie van de Podoceridae. De wetenschappelijke naam van de soort is voor het eerst geldig gepubliceerd in 2002 door Baldinger & Gable.